# تاتسویا آسانوما
تاتسویا آسانوما (ژاپنی: 浅沼 達也؛ زادهٔ ۱۳ ژوئیهٔ ۱۹۷۰) یک بازیکن فوتبال اهل ژاپن است.
از باشگاه‌هایی که در آن بازی کرده‌است می‌توان به باشگاه فوتبال هوکایدو کونسادول ساپورو اشاره کرد.